# Natural Color System

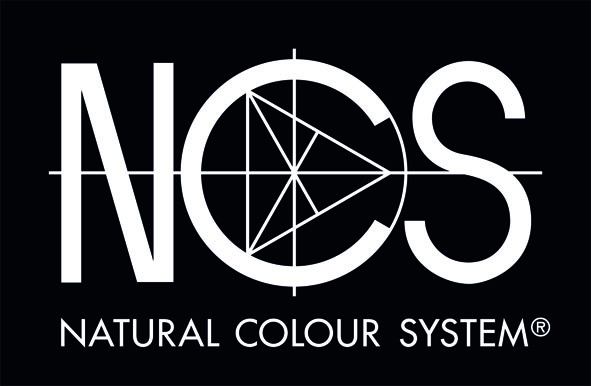
NCS-Logo

Das Natural Colour System (NCS) ist ein standardisiertes Farbsystem, welches laut Hersteller, der Skandinavisk Färginstitutet AB, das menschliche Farbempfinden widerspiegeln soll. Der darstellbare Farbraum ist umstritten, das NCS-System wird im Wesentlichen durch die katalogisierten Farbtöne realisiert.

## Geschichte

NCS Farbkreis

Basierend auf der Theorie der Gegenfarben (Opponententheorie) von Ewald Hering entwickelte der schwedische Physiker Tryggve Johansson zwischen 1937 und 1939 ein Farbmodell, das zur Grundlage eines Farbatlas von Sven Hesselgren mit ca. 500 Farben wurde. Dieser Farbatlas wurde von Anders Hård zum Natural Color System (NCS) mit 1750 Farbtönen erweitert. 1995 wurde das System in der „Second Edition“ auf 1950 Farbtöne ausgebaut. 2022 wurde das System abermals erweitert, nun auf 2050 Farbtöne, insbesondere durch Farbtöne im chromatisch niedrigen Bereich des Farbraums.
1946 gründete Anders Hård die Skandinavisk Färginstitut AB (Skandinavisches Farbinstitut) in Stockholm, welche das NCS-System herausgibt und die Rechte verwaltet.

## NCS-Farbtheorie

Farbtongleiche Seite

Das Natural Color System geht von vier bunten Grundfarben aus, die bei einer Befragung farbtüchtiger Menschen als „rein“, mithin frei von irgendeinem Farbstich aufgefasst wurden. Ein „reines“ Blau wird als frei von Gelb empfunden oder ein Grün frei von Rot. Diese Farbenpaare werden in einem Farbkreis gegenüberliegend angeordnet und ihre Kürzel Y(ellow), G(reen), R(ed), B(lue) bilden die Grundlage des Systems. Alle weiteren Farbtöne werden als Zwischenstufen zwischen Y/G/R/B gesehen und ihr Abstand davon in Prozentanteilen angegeben. Als weitere Größe kommt die Helligkeitskomponente hinzu, die Ausprägung in Richtung Schwarz oder Weiß.
Die gesättigten Farben bilden auf einem Farbkreis, der gleichzeitig die Grundfläche für einen nach oben (reines Weiß) und unten (reines Schwarz) zugespitzten Doppelkegel bildet. Ähnlich wie bei anderen Farbmodellen, so beim Ostwaldschen. Auf der Mantelfläche des oberen Kegels befinden sich die Farben, die laut NCS Definition durch Abtönen mit Weiß entstehen. Auf der Mantelfläche des unteren Kegels sind die Farben angeordnet, die durch Abtönen mit Schwarz entstehen. Schneidet man aus dem Doppelkegel längs der Weiß-Schwarz-Achse eine Ebene heraus, so erhält man gemäß der NCS-Theorie eine farbtongleiche Fläche, bei der sich längs der Oberkante „schwarzgleiche“ Farben (= Farben mit gleichem Schwarzanteil) längs der Unterkante „weißgleiche“ Farben und längs der Schwarz-Weiß-Achse die „reingleichen“ Farben ablesen lassen sollen, also jeweils jene Farben mit gleichem Weißanteil oder gleicher Farbreinheit.
Die NCS-Farbkennzeichnung erfolgt nach diesen Prinzipien und besteht aus zwei Teilen: Der erste Teil gibt den Schwarzanteil sowie die Farbigkeit (Farbsättigung) wieder, der zweite Teil die Position des Grundfarbtons auf dem YGRB-Farbkreis. Alle Zahlenwerte liegen zwischen dem Maximalwert 100 und 0 als Minimalwert. Farben, die mit den verwendeten Pigmenten nicht herzustellen waren, sind in den NCS-Farbfächern nicht vorhanden.
Beispiel
Ein zu 30 % gesättigtes, leicht ins Rötliche (30 % Rot) tendierendes Gelb mit 30-prozentigem Schwarzanteil wird im NCS-System mit NCS 3030 - Y30R bezeichnet.
{\displaystyle {\text{NCS}}\underbrace {30} _{\text{Schwarzanteil}}\underbrace {30} _{\text{Farbigkeit}}-\underbrace {Y} _{{\text{Grundfarbe}}\quad }\underbrace {30R} _{\text{Anteil Mischfarbe}}.}
Farbtöne, die direkt auf der Grauachse liegen, erhalten statt der Farbtonbezeichnung ein N für neutral, NCS 5000-N ist mittleres Grau.
Ein vorangestelltes S (bei obigem Beispiel NCS S 3030 - Y30R) bedeutet, dass der entsprechende Farbwert der Second Edition, also der Überarbeitung des Katalogs von 1995 entstammt.

## Bedeutung und Diskussion
Das NCS-System ist eines der Farbsysteme, in dem eine größere Anzahl an Farbtönen (Im Jahr 2016 waren es 1950) in systematisch organisierter Form vorliegen und im Bautenfarbenbereich gebräuchlich. Mehrere Farbenhersteller setzen die NCS-Notation direkt in Farbtöne um oder orientieren sich bei ihren Systemen daran. Aufgrund des empirischen (nicht mathematischen) Ansatzes sind NCS-Farbtöne nicht per Algorithmus in L*a*b*, RGB oder CMYK-Farbwerte konvertierbar, was die universelle Verwendbarkeit des Systems stark eingrenzt. Aufgrund des Urheber- und Schutzgedankens des Skandinavian Färginstituts existieren zudem keine allgemein verfügbaren kostenfreien RGB-, Lab-, CMYK-Farbtabellen. NCS bietet mit dem „Navigator Premium“ lediglich eine kostenpflichtige Softwarelösung.
Das NCS-Modell wird dem eigenen Anspruch, die Heringsche Gegenfarbtheorie in geometrischer Form widerzuspiegeln, nicht durchgehend gerecht. In der Wahrnehmung eines normalen Beobachters bilden die zu Grunde gelegten NCS-Farbenpaare „R/G“ und „B/Y“ keine komplementären Sukzessivkontraste. Vielmehr lägen diese bei
- R <> B50G (Mintgrün)
- B <> Y60R (Orangeton)
- G <> R30B (Violettton)
- Y <> R60B (Blau)

Diese Paare liegen sich im NCS-Farbkreis nicht gegenüber. Der empirische Ansatz, der dem Modell zugrunde liegt, wurde nicht exakt dokumentiert. Nach Angaben von NCS bildeten etwa 30 Befragte die Beobachterbasis. Deren Einzelergebnisse blieben jedoch offen, daher ist eine Signifikanz oder Validität nicht mehr berechenbar. Die Befragung fand in den 1930er Jahren in Schweden statt. Die Messmöglichkeiten haben sich seither gebessert, doch wegen der praktischen Nutzbarkeit wurde das Modell seitdem nicht verändert.
NCS stellt die Helligkeit aller Grundfarben auf dieselbe Höhe, was mit unserer Farbwahrnehmung nicht überein stimmt, denn beispielsweise wird ein reines Blau dunkler als ein reines Gelb empfunden. Diese Überlegung wurde zum Beispiel beim CIEL*a*b*-Farbraum umgesetzt.